# Saint-Ouen-la-Thène
Saint-Ouen-la-Thène, anteriormente chamada de Saint-Ouen é uma comuna francesa na região administrativa da Nova Aquitânia, no departamento de Charente-Maritime. Estende-se por uma área de 7,01 km². Em 2010 a comuna tinha 125 habitantes (densidade: 17,8 hab./km²).